# 社会自由党 (巴西)
社会自由党（葡萄牙語：Partido Social Liberal，缩写为PSL）是巴西的一个极右翼的保守主义政党。曾作为一个社会自由主义政党，它成立于1994年，并且在1998年在选举法院注册。
在2018年1月，前基督教社会党政治人物雅伊尔·博索纳罗加入了该政党，并且奉行经济自由主义、民族主义、反共主义、右翼民粹主义和社会保守主义。博索纳罗成为了2018年巴西大選该党的提名人并且在两轮选举中获胜。

## 历史
PSL最早是在1994年由商人卢西安诺·比瓦尔创立的社会自由主义政党。 并且在1998年6月在选举法院注册。
在2002年巴西大选中，PSL在众议院赢得了一个席位，但在参议院中没有席位。在2006年巴西大选中，该政党在参议院和众议院均没有赢得席位。在2010年巴西大选中，PSL赢得了众议院的一个席位，在参议院依然没有席位，并且在2014年巴西大选中保持了相同的结果。
2015年，PSL经历了由内部社会自由派Livres领导的改革，加强了党与社会自由主义政策的联系。 PSL还支持弹劾前总统迪尔玛·罗塞夫。
2018年1月5日，保守派和前基督教社会党政客博索纳罗成为该党的一员，促使Livres翼离开该党，以抗议博索納羅的社会保守主义观点。在Livres离开以后，该政党开始采取民族保守主义路线，并且将颜色更改为代表巴西民族主义的蓝色、黄色和绿色（巴西国旗的颜色）并且对是否改名进行讨论。 2018年3月5日，比瓦尔辞去党魁职务，Gustavo Bebianno被任命为代理党魁。
博索納羅最终成为2018年总统大选的候选人，在第一轮中获得了46％的民众投票。 PSL最终获得了参议院的4个席位和众议院的52个席位，成为了下一届众议院的最大政党 它也成为里约热内卢和圣保罗立法议会中最大的单一党派。2018年10月28日，博索納羅以55.13％的选票当选总统，击败劳工党的费尔南多。 他于2019年1月1日上任
2018年10月29日，比瓦尔再次被任命为党魁。

## 组织

### 意识形态和政治政策
自从雅伊尔·博索納羅加入该政党, 该政党的意识形态发生了一些改变。 它放弃了原有的社会自由主义政策但维持了经济自由主义政策, 并且支持私有化和地方分权。并且同时还采取社会保守主义和右翼民粹主义的政策，并且反对堕胎、大麻合法化和LGBT。

## 历届选举

### 总统选举
| 选举日期 | 政党候选人            | 得票数     | 得票率     | 得票数     | 得票率     | 选举结果 |
| 选举日期 | 政党候选人            | 第一轮选举 | 第一轮选举 | 第二轮选举 | 第二轮选举 | 选举结果 |
| -------- | --------------------- | ---------- | ---------- | ---------- | ---------- | -------- |
| 2006     | 卢西亚诺·比瓦尔       | 62.064     | 0.06%      | N/A        | N/A        | 落选     |
| 2014     | 无，原为玛琳娜·席尔瓦 | N/A        | N/A        | N/A        | N/A        | 落选     |
| 2018     | 雅伊爾·博索納羅       | 49,276,990 | 46.0%      | 57,797,801 | 55.13%     | 当选     |

### 议会选举
| 选举 | 众议院     | 众议院 | 众议院   | 众议院 |            | 参议院 | 参议院 | 参议院 | 地位             |
| 选举 | 得票数     | 得票率 | 席位数   | +/–    | 得票数     | 得票率 | 席位数 | +/–    | 地位             |
| ---- | ---------- | ------ | -------- | ------ | ---------- | ------ | ------ | ------ | ---------------- |
| 2002 | 408,512    | 0.5%   | 1 / 513  | ▲ 1    | N/A        | 0%     | 0 / 81 | ━ 0    | 联合政府组成之一 |
| 2006 | 190,793    | 0.2%   | 0 / 513  | ▼ 1    | 46,542     | 0.0%   | 0 / 81 | ━ 0    | 反对党           |
| 2010 | 499,963    | 0.5%   | 1 / 513  | ▲ 1    | 446,517    | 0.3%   | 0 / 81 | ━ 0    | 反对党           |
| 2014 | 808,710    | 0.83%  | 1 / 513  | ━ 0    | N/A        | 0%     | 0 / 81 | ━ 0    | 反对党           |
| 2018 | 11,457,878 | 11.7%  | 52 / 513 | ▲ 51   | 19,413,869 | 11.3%  | 4 / 81 | ▲ 4    | 执政党           |